# ナーシルッディーン・マフムード・シャー (トゥグルク朝)
ナーシルッディーン・マフムード・シャー（Nasir-ud-Din Mahmud Shah, 生年不詳 - 1413年）は、インド北部を支配したトゥグルク朝の第8代君主（在位：1394年 - 1413年）。父は第6代君主のナーシルッディーン・ムハンマド・シャー。

## 生涯
1394年に父が死去し、その後を継いだ兄のアラー・ウッディーン・シカンダル・シャーもすぐに死去したために即位した。
だが、これに反対する貴族らはマフムード・シャーの甥ナーシルッディーン・ヌスラト・シャー（ギヤースッディーン・トゥグルク2世の弟にあたる）を擁立し、トゥグルク朝の宮廷は二分されていた。マフムード・シャーはデリーを、ヌスラト・シャーはフィールーザーバードを支配し、争いを繰り広げた。
また、マフムード・シャーによってジャウンプル総督に任命されたマリク・サルワルが同年に独立を宣言し、ジャウンプル・スルターン朝を建国している。
このようなトゥグルク朝の情勢の乱れは、サマルカンドのアミール（ティムール朝）・ティムールの元にも伝わり、ティムールは「ジハードを行う」という大義名分の元（実際にはインドから富を得るため）、1398年7月にインダス川を越えて北インドへと進軍した。
同年11月26日、トゥグルク朝の軍勢はティムールの軍勢にデリー郊外の平原で激突して敗れた。ティムール朝の公式記録によると、ティムール軍10万に対してトゥグルク朝軍は歩兵4万、騎兵1万2千、戦象120のみであり、ムハンマド・ビン・トゥグルクやフィールーズ・シャー・トゥグルクの時代の軍勢の10分の1程度であったことから、トゥグルク朝の衰退が窺える。
さらに12月17日にて、ティムール軍はデリー郊外でトゥグルク朝軍を破り、翌18日にはデリーに入城して略奪を行い、金銀財宝をはじめ大量の物資が奪われた。また、ティムール軍の撤退までにデリーとその周辺の住民10万人が殺害され、そのほとんどがヒンドゥー教徒であったとされている。
同年12月末、ティムール軍は莫大な略奪品と多数の奴隷とともに引き上げた。ティムールによるデリー侵攻と破壊、大量虐殺はトゥグルク朝の衰退を決定的なものとしたのみならず、王朝の権威そのものも失墜させた。生き残ったデリーの住民の大半も他の地域へと移住した。
その後、マフムード・シャーはなんとかしてデリーに戻ったものの、強力な臣下の言いなりにならざるを得なかった。また、1401年にはマールワー・スルターン朝が、1407年にはグジャラート・スルターン朝がそれぞれトゥグルク朝から独立した。
1413年（あるいは1412年）、マフムードは死去し、トゥグルク朝は断絶した。王家の断絶により、王位は権臣であるダウラト・ハーン・ローディーが後を継いだが、翌年ヒズル・ハーンがデリーを占領し、トゥグルク朝は名実ともに終焉を迎えることとなった。